# 4285 Hulkower
4285 Hulkower eller 1988 NH är en asteroid i huvudbältet som upptäcktes 11 juli 1988 av den amerikanske astronomen Eleanor F. Helin vid Palomar-observatoriet. Den är uppkallad efter Neal D. Hulkower.
Asteroiden har en diameter på ungefär 7 kilometer och den tillhör asteroidgruppen Eunomia.